# Cisco Houston
Cisco Houston, nato Gilbert Vandine, (Wilmington, 18 agosto 1918 – San Bernardino, 29 aprile 1961), è stato un cantautore statunitense, celebre soprattutto negli anni 1940, per aver collaborato con Woody Guthrie.

## Biografia
È nato a Wilmington il 18 agosto 1918. Fu uno tra i più rappresentativi e importanti folk singer della sua generazione e influenzò artisti come Bob Dylan, Joan Baez, Peter LaFarge, Tom Paxton e Phil Ochs.
Morì di cancro allo stomaco il 29 aprile 1961 a San Bernardino.